# Llista de cardenals naturals dels Països Catalans
En aquesta llista de cardenals naturals dels Països Catalans s'indica de cadascú el nom, la data de proclamació, el lloc i la data de naixement i mort, els càrrecs eclesiàstics i la seu, el títol o la diaconia del seu cardenalat (sempre que les dades s'escaiguin o es coneguin).

## Procedència

### Catalunya
- Pere Folc de Cardona (1181). Cardona?, (?) - Sevilla?, 1183. Arquebisbe de Toledo, cardenal del títol de S. Lorenzo in Damaso.[1]
- Sant Ramon Nonat (1239). El Portell (Segarra), 1200 o 1204 - Cardona, 1240. Cardenal diaca de San Eustachio (?). D'historicitat dubtosa.
- Domènec Serra, O.M. (1348). Barcelona?, 1296 (?) - Montpeller, 1348. General de l'Orde de la Mercè, cardenal del títol de Santa Maria in Trastevere.[2] Algunes fonts el citen com a nat a Montpeller.
- Pere Serra (1397). Barcelona?, (?) – Gènova, 1404. Bisbe de Catània, pseudocardenal del títol de Ss. Silvestro e Martino ai Monti.[3] Nomenat per l'antipapa Benet XIII.
- Berenguer d'Anglesola (1397). Barcelona?, (?) – Girona, 1408. Bisbe de Girona, pseudo-cardenal del títol de S. Clemente. Nomenat per l'antipapa Benet XIII.
- Vicenç Valentí de Ribes, O.S.B. (1408). Ribes de Freser, (?) – Montserrat, 1408. Prior del monestir de Montserrat, cardenal del títol de Sant'Anastasia.[2] Algunes fonts el citen com a nat a València.
- Joan de Casanova, O.P. (1430). Barcelona, 1387 – Florència, 1436. Bisbe successivament de Bossano, d'Elna, de Vic i de Girona, cardenal del títol de San Sisto.
- Ot de Montcada i de Luna (1440). Seròs, 1390 – Tortosa, 1473. Bisbe de Tortosa i arquebisbe de Tarragona, pseudocardenal del títol de S. Pudenziana, nomenat per l'antipapa Fèlix V. Dimití el cardenalat l'any 1445.
- Jordi d'Ornós (1440). Perpinyà, 1380 - Carpentras, 1452. Bisbe de Vic i després de Carpentras, pseudocardenal, posteriorment legitimat, del títol de Sant'Anastasia i més tard del de S. Maria in Trastevere. Creat cardenal per l'antipapa Fèlix V, reconciliat pel legítim papa Nicolau V.
- Jaume Francesc de Cardona i d'Aragó (1461). Balaguer? (Urgell), 1405 – Cervera (Segarra), (1466. Bisbe d'Urgell, cardenal del títol de Ss. Pietro e Marcellino i més tard de San Pietro in Vincoli. President de la Generalitat de Catalunya (1443-1446).
- Joan Margarit i Pau (1483). Girona, 1421 - Roma, 1484. Bisbe d'Elna i de Girona, cardenal del títol de S. Vitale i més tard del de S. Balbina.
- Francesc de Remolins i Pardines (1503). Lleida, 1462 - Roma, 1518. Arquebisbe de Sorrento, cardenal del títol de Ss. Giovanni e Paolo, més tard del de S. Marcello i finalment cardenal bisbe d'Albano.
- Enric de Cardona i Enríquez (1527). Arbeca (les Garrigues)?, 1485 – Roma, 1530. Bisbe de Barcelona i arquebisbe de Monreale (Sicília), cardenal del títol de S. Marcello.
- Pasqual d'Aragó-Folc de Cardona i Fernández de Córdoba (1660). Mataró (Maresme), 1626, - Madrid, 1677. Arquebisbe de Toledo, cardenal del títol de S. Balbina.[4]
- Benet de Sala i de Caramany (1712). Girona, 1646 – Roma, 1715. Bisbe de Barcelona, mai no rebé títol ni diaconia.
- Joan Tomàs de Boixadors i Sureda de Sant Martí, O.P. (1775). Barcelona, 1703 – Roma, 1780. Mestre General de l'Orde de Predicadors, cardenal del títol de S. Sisto.[5]
- Antoni de Sentmenat i de Cartellà (1789). Barcelona, 1734 – Aranjuez, 1806. Patriarca de les Índies Occidentals, cardenal prevere al qual mai no fou assignat un títol.
- Joaquim Lluch i Garriga, O.C.D. (1882). Manresa (Bages), 1816 – Umbrete (Andalusia), 1882. Successivament bisbe de les Illes Canàries, Salamanca i Barcelona i arquebisbe de Sevilla, cardenal prevere que morí abans que li fos assignat un títol.
- Salvador Casañas i Pagès (1895). Barcelona, 1834 – 1908. Bisbe d'Urgell i de Barcelona, cardenal del títol de Ss. Quirico e Giulitta.
- Josep de Calassanç Vives i Tutó, O.F.M.Cap. (1899). Sant Andreu de Llavaneres (Maresme), 1854 – Monte Porzio Catone, 1913. Definidor General de l'Orde dels Caputxins, cardenal diaca de Sant'Adriano al Foro.
- Francesc d'Assís Vidal i Barraquer (1921). Cambrils (Baix Camp), 1868 – Friburg (Suïssa), 1943. Administrador apostòlic de Solsona i arquebisbe de Tarragona, cardenal del títol de S. Sabina.
- Isidre Gomà i Tomàs (1935). La Riba (Alt Camp), 1869 - Toledo, 1940. Bisbe de Tarassona, administrador apostòlic de Tudela de Navarra i arquebisbe de Toledo, cardenal del títol de S. Pietro in Montorio.
- Enric Pla i Deniel (1946). Barcelona, 1876 – Toledo, 1968. Bisbe d'Àvila i Salamanca i arquebisbe de Toledo, cardenal del títol de S. Pietro in Montorio.
- Anselm Maria Albareda i Ramoneda, O.S.B. (1962). Barcelona, 1892 – 1966. Monjo de Montserrat, prefecte de la Biblioteca Vaticana, bisbe titular de Gissana i cardenal diaca de Sant'Apollinare alle Terme Neroniane-Alessandrine.
- Narcís Jubany i Arnau (1973). Santa Coloma de Farners (Selva), 1913 – Barcelona, 1996. Bisbe de Girona i arquebisbe de Barcelona, cardenal del títol de S. Lorenzo in Damaso.
- Lluís Martínez i Sistach (2007). Barcelona, 1937. Bisbe de Tortosa i arquebisbe de Tarragona i de Barcelona, cardenal del títol de S. Sebastiano alle Catacombe.

### Les Illes
- Nicolau Rossell, O.P. (1356). Palma, 1314 - 1362. Prior de l'Orde de Predicadors i inquisidor general del regne d'Aragó, cardenal del títol de S. Sisto.[6] Algunes fonts el citen com a nat a Felanitx.
- Antoni Cerdà i Lloscos, O.SS.T. (1448). Santa Margalida (Mallorca), 1390 – Roma, 1459. Arquebisbe de Messina (Sicília) i més tard de Lleida, cardenal del títol de S. Crisogono.[7]
- Jaume Pou i Berard (1551). Mallorca? o Niça?, 1495 o 1497 - Roma, 1563. Arquebisbe de Bari, cardenal del títol de S. Simeone in Posterula i posteriorment de S. Maria in Via.[2] És altament dubtós que hagués nascut a les illes.
- Antoni Despuig i Dameto (1803). Palma, 1745 – Lucca, 1813. Bisbe d'Oriola, arquebisbe de València, arquebisbe de Sevilla i patriarca llatí d'Antioquia, cardenal del títol de S. Callisto.
- Lluís Francesc Ladaria i Ferrer (2018). Manacor, 1944. Arquebisbe titular de Tibica i prefecte de la Congregació de la Doctrina de la Fe, cardenal diaca de Sant Ignasi de Loiola a Campo Marzio.

### País Valencià
- Jaume de Prades i de Foix (1387). València, 1341 – 1396. Bisbe de Tortosa i arquebisbe de València, pseudocardenal del títol de S. Clemente i més tard pseudocardenal bisbe de Sabina-Poggio Mirteto. Creat per l'antipapa Benet XIII.
- Jofre de Boïl i de Codinats (1397). Manises (L'Horta Oest)?, – Avinyó, 1400. Referendari de la Santa Seu, pseudocardenal diaca de S. Maria in Aquiro.[8] Creat per l'antipapa Benet XIII.
- Francesc Rovira i Escuder (1429). Morella (Els Ports), 1375? - València, 1450. Canonge de la catedral de Palma, pseudocardenal del títol de S. Clemente. Creat per l'antipapa Climent VIII, va dimitir la dignitat cardenalícia (1429).[9]
- Alfons de Borja i Llançol (1444). La Torre de Canals, 1378 – Roma, 1458. Bisbe de València, cardenal del títol de Ss. Quattro Coronati, futur papa Calixt III.
- Lluís Joan del Milà i de Borja (1456), Xàtiva (Costera) 1430 o 1432 – Bèlgida (Vall d'Albaida), 1510. Bisbe de Sogorb i més tard de Lleida, cardenal del títol de Ss. Quattro Coronati.[10]
- Roderic de Borja i de Borja (1456). Xàtiva (Costera), 1430 o 1432 – Roma, 1503. Ardiaca de Xàtiva, cardenal diaca de S. Nicola in Carcere i més tard cardenal bisbe de Porto-Santa Rufina i d'Ostia, degà del Col·legi Cardenalici, futur papa Alexandre VI.
- Ausiàs Despuig (1473). Xàtiva (Costera), 1423 – Roma, 1483. Arquebisbe de Monreale (Sicília), de Saragossa i de Capaccio (Campània), cardenal del títol de San Vitale i més tard de Santa Sabina.[11]
- Pere Ferris (in pectore 1468, proclamat 1476), Cocentaina (Comtat), 1415 o 1416 – Roma, 1478. Bisbe de Tarassona, cardenal del títol de San Sisto.[12]
- Joan de Borja-Llançol de Romaní i Navarro d'Alpicat el major (1492). València, 1446 - Roma, 1503. Successivament bisbe de Monreale, administrador apostòlic d'Olomouc, bisbe de Ferrara, de Melfi i patriarca de Constantinoble, cardenal del títol de Santa Susanna.[13]
- Joan Llopis (1496. València, 1455 - Roma, 1501. Bisbe de Perusa, de Càpua i de Carcassona, cardenal del títol de S. Maria in Trastevere.[14] Algunes fonts el citen amb el cognom López.
- Joan de Castre-Pinós i de So (1496). València, 1431 - Roma, 1506. Bisbe d'Agrigent i més tard de Malta, cardenal del títol de S. Prisca.[15] Sovint és citat amb el cognom De Castro.
- Joan de Borja-Llançol de Romaní i de Montcada el menor (1496). València, 1470 - Fossombrone, 1500. Arquebisbe de Càpua, cardenal diaca de S. Maria in Via Lata.[16]
- Bartomeu Martí (1496). València, 1430 o 1440 – Roma, 1500. Bisbe de Sogorb i més tard de Toul (França), cardenal del títol "pro illa vice" de Sant'Agata.[17] Algunes fonts el citen com a natural de Xàtiva.
- Pere Lluís de Borja-Llançol de Romaní i Montcada (1500). València, 1472 - Prop de Cassino, 1511. Arquebisbe de València, cardenal diaca de S. Maria in Via Lata i més tard del títol de S. Marcello.[18]
- Jaume Serra i Cau (1500). València, 1427 o 1430 - Roma, 1517. Bisbe d'Oristany (Sardenya), administrador apostòlic de Calahorra i abat comendatari de Santa Maria de Ripoll, cardenal del títol de S. Vitale, més tard del de San Clemente, després cardenal bisbe d'Albano i finalment de Palestrina.[19]
- Francesc de Borja i Navarro d'Alpicat (1500). Xàtiva (Costera) 1441 - Reggio nell'Emilia, 1511. Arquebisbe de Potenza i administrador apostòlic de Teano, cardenal del títol de Santa Cecilia i més tard del de Ss. Nereo ed Achilleo. Destituït del cardenalat i mort excomunicat.
- Joan de Vera (1500). Alzira (Ribera Alta), 1453 - Roma, 1507. Bisbe de Salern, cardenal del títol de Santa Balbina.[20]
- Joan de Castellar i de Borja (1503). València, 1441 - València, 1505. Arquebisbe de Trani i més tard de Monreale, cardenal del títol de S. Maria in Trastevere.[21] Algunes fonts el citen com a natural de Picassent.
- Francesc Desprats (1503). Oriola, 1454 - Roma, 1504. Successivament bisbe de Catania, d'Astorga i de Lleó, cardenal del títol "pro illa vice" de Ss. Sergio e Bacco.[22]
- Francesc Galceran de Lloris i de Borja (1503). València, 1470 – Roma, 1506. Successivament bisbe de Terni i d'Elna, arquebisbe de Trani i comandatari de València i patriarca llatí titular de Constantinoble, cardenal diaca "pro illa vice" de Santa Sabina i posteriorment cardenal diaca de S. Maria Nuova.[23]
- Guillem Ramon de Vic i de Vallterra (1517). València, 1470 – Casamari, 1525. Administrador apostòlic de Cefalù (Sicília) i bisbe de Barcelona, cardenal del títol de San Marcello.[24]
- Roderic Lluís de Borja i Castre-Pinós (1536). Gandia (Safor), 1524-1537, cardenal diaca de San Nicola in Carcere Tulliano.[25] Mort als tretze anys, mai no arribà a rebre cap ordenació eclesiàstica.
- Enric de Borja i Aragó (1539). Gandia (Safor), 1518 – Viterbo, 1540. Bisbe de Squillace (Calàbria), cardenal diaca de Ss. Nereo ed Achilleo.[26]
- Carles de Borja-Centelles i Ponce de León (1720). Gandia (Safor), 1663 – La Granja de San Ildefonso, 1733. Arquebisbe titular de Trebisonda i patriarca de les Índies Occidentals, cardenal del títol de S. Pudenziana.[27]
- Francesc Antoni Cebrià i Valdà (1816), Xàtiva (Costera), 1734 – Madrid, 1820. Bisbe d'Oriola i patriarca de les Índies Occidentals, cardenal prevere al qual mai no fou assignat un títol.[28]
- Miquel Payà i Rico (1877). Beneixama (Alcoià), 1811 – Toledo, 1891. Successivament bisbe de Conca, arquebisbe de Sant Jaume de Galícia, de Toledo i patriarca de les Índies Occidentals, cardenal del títol de Ss. Quirico e Giulitta.
- Benet Sanz i Forés (1893). Gandia (Safor), 1828 - Madrid, 1895. Bisbe d'Oviedo i arquebisbe de Valladolid i de Sevilla, cardenal del títol de S. Eusebio.
- Joan Baptista Benlloch i Vivó (1921). València, 1864 – Madrid, 1926. Administrador apostòlic de Solsona, bisbe d'Urgell i arquebisbe de Burgos, cardenal del títol de Santa Maria in Aracoeli.
- Enric Reig i Casanova (1922), València, 1858 – Toledo, 1927. Bisbe de Barcelona i arquebisbe de València i de Toledo, cardenal del títol de San Pietro in Montorio.
- Vicent Enrique i Tarancón (1969). Borriana (Plana Baixa), 1907 – València, 1994. Successivament administrador apostòlic de Solsona i arquebisbe d'Oviedo, de Toledo i de Madrid-Alcalá de Henares, cardenal del títol de San Giovanni Crisostomo a Montesacro Alto.
- Ricard Maria Carles i Gordó (1994). València, 1926 - Tortosa, 2013. Bisbe de Tortosa i arquebisbe de Barcelona, cardenal del títol de Santa Maria Consolatrice al Tiburtino.
- Antoni Cañizares i Llovera (2006). Utiel (Plana d'Utiel), 1945. Successivament bisbe d'Àvila, arquebisbe de Granada, arquebisbe de Toledo, prefecte de la Congregació per al Culte Diví i la Disciplina dels Sagraments i arquebisbe de València,[29] cardenal del títol de San Pancrazio.

### Franja de Ponent
- Joan Josep Omella i Omella (2017). Queretes, 1946. Arquebisbe metropolità de Barcelona. Cardenal prevere de la Santa Creu de Jerusalem.